# Otto Ježek
Otto Ježek (7. prosince 1896 Čermná – 30. září 1957 Praha) byl český básník.
Do literatury se dostal jako dělnický kádr, především díky akci Pracující do literatury.

## Dílo
Větší část jeho tvorby vyšla v různých novinách při různých výročích, oslavách SSSR atp.
Jeho díla lze charakterizovat jako oslavu socialismu.
- Chvalte tuto zem, 1951
- Hudba života

## Ukázka z díla
Gottwaldův úsměv
Když jsme si v dílně pověsili

Gottwaldův obraz nad svůj stůl,

jako by utajené síly,

věřte si nebo nevěřte,

se v každém náhle probudily

Jak usmívá se ten náš milý,

v hukotu naší továrny!

Až někdy myslíváte chvíli,

věřte si nebo nevěřte,

že jeho oči promluvily.

Gottwaldův úsměv prohlížíme

před šestou ráno každý den,

a než si plány přezkoušíme,

věřte si nebo nevěřte,

tím úsměvem se potěšíme.

Gottwaldův úsměv vyrovnaný

nám v dílně svítí nad stolem.

Chválíte naše smělé plány?

Věřte si nebo nevěřte,

ty všechny budou překonány!

(Otto Ježek, Gottwaldův úsměv, Mladá Fronta, 1951)